# IPadOS 14
iPadOS 14 è la seconda versione del sistema operativo mobile iPadOS, sviluppato da Apple specificatamente per i tablet iPad. È stato annunciato alla Worldwide Developers Conference (WWDC) del 2020 come il successore di iPadOS 13 sui dispositivi supportati, con la versione beta pubblica prevista per luglio e l'uscita ufficiale annunciata per il 16 settembre.
iPadOS 14 è stato annunciato alla WWDC 2020 da Craig Federighi il 22 giugno 2020, insieme alle nuove versioni di iOS, macOS, watchOS e tvOS.

## Funzionalità del sistema

### App Clips
Questa modalità consente di utilizzare un’applicazione senza la necessità di installarla. In questo modo, l'applicativo occupa uno spazio inferiore a 10 MB ed è attivabile direttamente dalla schermata di blocco tramite un tag NFC. Possono anche essere condivise tramite Messaggi o posizionate su siti Web o Mappe.

### CarPlay
CarPlay è stato aggiornato per consentire agli utenti di impostare uno sfondo personalizzato. La gestione del percorso è stata estesa con funzionalità che avvisano l'utente delle fermate disponibili, come il parcheggio e l'ordinazione degli alimenti; in particolare, i percorsi per veicoli elettrici prendono in considerazione un percorso che utilizza stazioni di ricarica per garantire che l'automobile rimanga completamente carica.

### Dov’è
Viene ora aggiunto il supporto a dispositivi di terze parti.

### Schermata Home

#### Widget
A differenza delle versioni precedenti, in cui le icone nella schermata principale erano riorganizzate in ordine e corrispondevano direttamente alle app, gli utenti possono aggiungere anche widget di app.
A sinistra della prima pagina, la visualizzazione "Oggi" è sostituita da un'interfaccia utente con widget scorrevoli. I widget possono essere posizionati nella schermata principale per disporsi tra le icone delle app; possono essere ridimensionati in icone 2x2, orizzontali 2x4 o 4x4. I widget della stessa dimensione possono essere sovrapposti ed è possibile posizionare uno Smart Stack che mostri automaticamente all'utente il widget più rilevante in base all'ora del giorno.

#### Libreria app
A destra dell'ultima pagina, la Libreria app elenca e classifica le app installate sul dispositivo. Le app all'interno di ciascuna categoria sono organizzate in base alla frequenza del loro utilizzo. Oltre a una categoria per le app suggerite, una categoria "recente" elenca le app installate di recente insieme alle clip app recentemente utilizzate. Gli utenti possono cercare l'app che desiderano o sfogliarli in ordine alfabetico. La funzione non è disponibile al momento su iPad.

### UI compatta
Sono state apportate una serie di modifiche in iPadOS 14 per ridurre lo spazio visivo occupato dalle interfacce a schermo intero precedentemente; tali interfacce ora appaiono e passano davanti a un'app, consentendo il tocco (e quindi il multitasking) sull'app dietro. Le interfacce per le chiamate vocali, tra cui Telefono o altre app di terze parti come Skype, sono notevolmente più sottili, occupando all'incirca lo spazio di una notifica. L'interfaccia di Siri è ora anche compatta.

### Cerca e Siri
Sono stati apportati miglioramenti alla funzionalità di ricerca nella schermata principale, tra cui un'interfaccia utente perfezionata, avvio rapido per app, ricerca Web più dettagliata, collegamenti alla ricerca in-app e suggerimenti di ricerca migliorati durante la digitazione. La funzione di ricerca ora appare e funziona più come la funzione di ricerca Spotlight di macOS.
Oltre a essere compatto, Siri può ora rispondere a una più ampia serie di domande e tradurre più lingue. Gli utenti possono anche condividere il proprio ETA con i contatti e chiedere indicazioni per la bicicletta.

### Privacy
iPadOS 14 aggiunge varie nuove funzionalità per la privacy. Apple afferma che "la privacy è al centro di tutto ciò che facciamo". Le informazioni sulla privacy ora possono essere visualizzate sull'App Store in modo che gli utenti possano capire quali privilegi ha un'app prima di scaricarla. Un indicatore di registrazione appare nella parte superiore dello schermo ogni volta che un'app utilizza il microfono o la videocamera. Gli utenti ora condividono solo la loro posizione approssimativa anziché la loro posizione esatta.

### Altre caratteristiche
Un indicatore compare nell'angolo della parte superiore dello schermo ogni volta che la fotocamera e/o il microfono sono abilitati per massimizzare la privacy dell'utente. Allo stesso modo, i servizi di localizzazione possono essere forniti solo approssimativamente alle app se non richiedono una posizione precisa.
La tastiera Emoji è stata aggiornata con una barra di ricerca per un accesso rapido.
Le app predefinite di posta elettronica e browser, che di base sono Mail e Safari, possono essere cambiate.
Gli utenti con dispositivi che non leggono automaticamente i tag NFC, possono aggiungere un collegamento sul Control Center.
iPadOS 14 include il supporto nativo per VP9.
Nell'app Note, ora è più facile trovare le note usando una "intelligenza sul dispositivo" migliorata.

## Funzionalità delle app

### Fotocamera
L'app Fotocamera ha implementato diverse nuove funzionalità, quali:
- la possibilità di specchiare le foto scattate dalla fotocamera frontale;
- miglioramenti alla lettura del codice QR;
- il controllo della compensazione dell'esposizione;
- la possibilità di catturare foto a raffica e video QuickTake con pulsanti del volume sui dispositivi supportati.

Sono stati inoltre apportati miglioramenti nelle prestazioni da punta e scatta. Le foto possono essere scattate fino al 90% più velocemente, il tempo per il primo scatto è ora fino al 25% più veloce e lo scatto ritratto per scatto è fino al 15% più veloce.

### FaceTime
FaceTime ora regola automaticamente l'aspetto visivo degli occhi per tenere conto della telecamera che si trova sopra gli occhi di un chiamante, consentendo un contatto visivo bidirezionale diretto.

### Casa
L'app Home ha ricevuto modifiche alla progettazione per enfatizzare gli accessori suggeriti insieme a quelli contrassegnati come preferiti. Inoltre, è stata aggiunta una vasta gamma di funzionalità di automazione per l'uso con dispositivi HomeKit compatibili; questa automazione richiede la presenza di un iPad, HomePod o Apple TV per facilitare l'elaborazione su dispositivo.
Le telecamere di sicurezza domestiche possono essere istruite ad avvisare l'utente dell'attività solo se si verifica in una zona di attività preselezionata. Inoltre, il riconoscimento facciale eseguito nell'app Foto può essere utilizzato per avvisare in base a persone riconosciute, con integrazione aggiuntiva per l'uso con campanelli intelligenti.
I prodotti di illuminazione intelligente che supportano le temperature di colore possono essere istruiti a corrispondere a un'impostazione predefinita della temperatura di colore. Così come la presenza di luce blu è una delle principali zeitgeber, un fattore che influenza la percezione del tempo per quanto riguarda il ritmo circadiano, questa caratteristica è stata progettata per incoraggiare l'attività nel corso della giornata e calma al mattino e alla sera.

### Messaggi
L'app Messaggi ha ottenuto diverse nuove funzionalità. Gli utenti possono ora aggiungere fino a 9 conversazioni individuali in cima all'elenco dei messaggi. Nelle chat di gruppo, gli utenti possono ora:
- Menzionare altri utenti
- Ricevere le notifiche solo quando vengono menzionate
- Impostare un'immagine o un grafico personalizzato per le conversazioni di gruppo
- Inviare risposte in linea a determinati messaggi

### Mappe
Mappe fornisce agli utenti informazioni sull'accesso ai percorsi ciclabili e suggerisce i percorsi meno trafficati. Le indicazioni ciclistiche sono disponibili, al momento del lancio, a New York, Los Angeles, San Francisco, Shanghai e Pechino. Apple ha annunciato che continuerà a implementare i dettagli delle mappe avanzate oltre gli Stati Uniti, tra cui Canada, Regno Unito e Irlanda e altri Paesi in futuro.
Apple ha inoltre introdotto il routing EV, che consente agli utenti di tenere conto delle stazioni di ricarica durante la pianificazione del percorso e di scegliere un percorso in cui potranno ricaricarsi quando necessario. Questa funzione richiede l'integrazione con l'auto. Apple sta attualmente lavorando con Ford e BMW per implementare questa funzione con i loro veicoli elettrici.

### Safari
Safari per iPadOS ha introdotto la capacità di monitorare le password per la violazione dei dati e generare report sulla privacy per i tracker sui siti Web. Sono stati apportati importanti miglioramenti alle prestazioni di JavaScript.

### Traduzioni
I miglioramenti apportati alla traduzione sono integrati con Siri e le pagine possono essere tradotte in linea in Safari.

### File
L'app File ha acquisito la capacità di montare unità esterne crittografate. Tuttavia, questa funzionalità è limitata alle sole unità partizionata con APFS. Dopo aver collegato un'unità esterna crittografata APFS alla porta USB-C sull'iPad, l'app File presenterà l'unità esterna sulla barra laterale. Selezionando l'unità, viene chiesta all'utente la password per sbloccarla.

## Aggiornamenti
La beta degli sviluppatori per iPadOS 14 è stata resa disponibile il 22 giugno, mentre la beta pubblica a luglio.
|  | Versione corrente |  | Versione precedente |  | Release Candidate |  | Beta |

| Versione               | Build       | Data di rilascio  | Appunti                                 |
| ---------------------- | ----------- | ----------------- | --------------------------------------- |
| 14.0 Developer Beta 1  |             | 22 giugno 2020    | Beta iniziale inviata agli sviluppatori |
| 14.0 Developer Beta 8  | 18A5373a    | 9 settembre 2020  |                                         |
| 14.0 Release Candidate | 18A373      | 15 settembre 2020 | Versione pre-definitiva                 |
| 14.0                   | 18A373      | 16 settembre 2020 |                                         |
| 14.0.1                 | 18A393      | 24 settembre 2020 |                                         |
| 14.1                   | 18A8395     | 20 ottobre 2020   |                                         |
| 14.2                   | 18B92       | 5 novembre 2020   |                                         |
| 14.3                   | 18C66       | 14 dicembre 2020  |                                         |
| 14.4                   | 18D52       | 26 gennaio 2021   |                                         |
| 14.4.1                 | 18D61       | 8 marzo 2021      |                                         |
| 14.4.2                 | 18D70       | 26 marzo 2021     |                                         |
| 14.5                   | 18E199      | 26 aprile 2021    |                                         |
| 14.6                   | 18F72       | 24 maggio 2021    |                                         |
| 14.7                   | 18G69/18G70 | 21 luglio 2021    |                                         |
| 14.7.1                 | 18G82       | 26 luglio 2021    |                                         |
| 14.8                   | 18H17       | 13 settembre 2021 |                                         |
| 14.8.1                 | 18H107      | 26 ottobre 2021   | Aggiornamenti di sicurezza              |

## Dispositivi supportati
I dispositivi che supportano iPadOS 14 sono gli stessi che supportavano anche la precedente versione, ovvero:
- iPad Air (seconda, terza e quarta generazione)
- iPad (quinta, sesta, settima e ottava generazione)
- iPad mini (quarta e quinta generazione)
- iPad Pro (tutti i modelli).